# NGC 846
NGC 846 (NGC 847) é uma galáxia espiral barrada (SBab) localizada na direcção da constelação de Andromeda. Possui uma declinação de +44° 34' 05" e uma ascensão recta de 2 horas, 12 minutos e 12,1 segundos.
A galáxia NGC 846 foi descoberta em 22 de Novembro de 1876 por Édouard Jean-Marie Stephan.